# Ванюков, Андрей Владимирович
Андрей Владимирович Ванюков (1917—1986) — русский и советский ученый, химик, металлург. Изобретатель «печи Ванюкова». Профессор, доктор технических наук. Основатель научной школы металлургии тяжелых цветных металлов НИТУ МИСИС. Заслуженный деятель науки и техники РСФСР.

## Биография
Родился в 1917 году.
В декабре 1949 году зарегистрировал патент на изобретение — новый метод плавки сульфидов в жидкой ванне (ПЖВ), позже названный «процессом Ванюкова» и «печью Ванюкова» соответственно. Идея пришла к аспиранту МИСиС Ванюкову в возрасте 32 лет и стала его самым известным вкладом в металлургическую отрасль.
От регистрации патента до внедрения опытного образца печи в промышленное производство прошло около 30 лет. Идея учёного считалась бесперспективной и слишком дорогой.
Однако в 1977 году первая «печь Ванюкова» всё же была установлена, в виде опытного образца. Она начала работать на Медном заводе Норильского горно-металлургического комбината. Полноценное промышленное внедрение произошло в 1984 году, а первые тонны металла печь выдала в 1985 году. По некоторым данным, при этом событии Андрей Ванюков присутствовал сам.

## Печь Ванюкова
Наиболее известное изобретение Андрея Ванюкова. Автогенная плавильная печь для переработки сульфидных никелевых руд, а также медных, медно-никелевых и медно-цинковых концентратов.
Технология печи Ванюкова позволяет непрерывно плавить сырьевые материалы тяжёлых цветных металлов в жидкой барботируемой дутьем шлаковой ванне. Данная технология признана одним из наиболее перспективных и эффективных способов переработки металлургического сырья.
Помимо этого, печь Ванюкова способна утилизировать как недавно образованные, так и лежалые отходы. При этом не требуется их сушить и сортировать перед загрузкой в печь. В неё можно помещать ТБО (техногенные и коммунальные отходы), пыли, золы ТЭЦ, автомобильные покрышки, отработанные горюче-смазочные материалы, медицинские и биологически опасные отходы.
В чёрной металлургии аналогом печи Ванюкова является печь Ромелт.

## Семья
Отец — Владимир Ванюков, русский и советский учёный, химик и металлург.
Мать — Анна Ивановна Ванюкова (в девичестве — Широких).
Сестра — Лидия.